# 贾丝敏·杜林

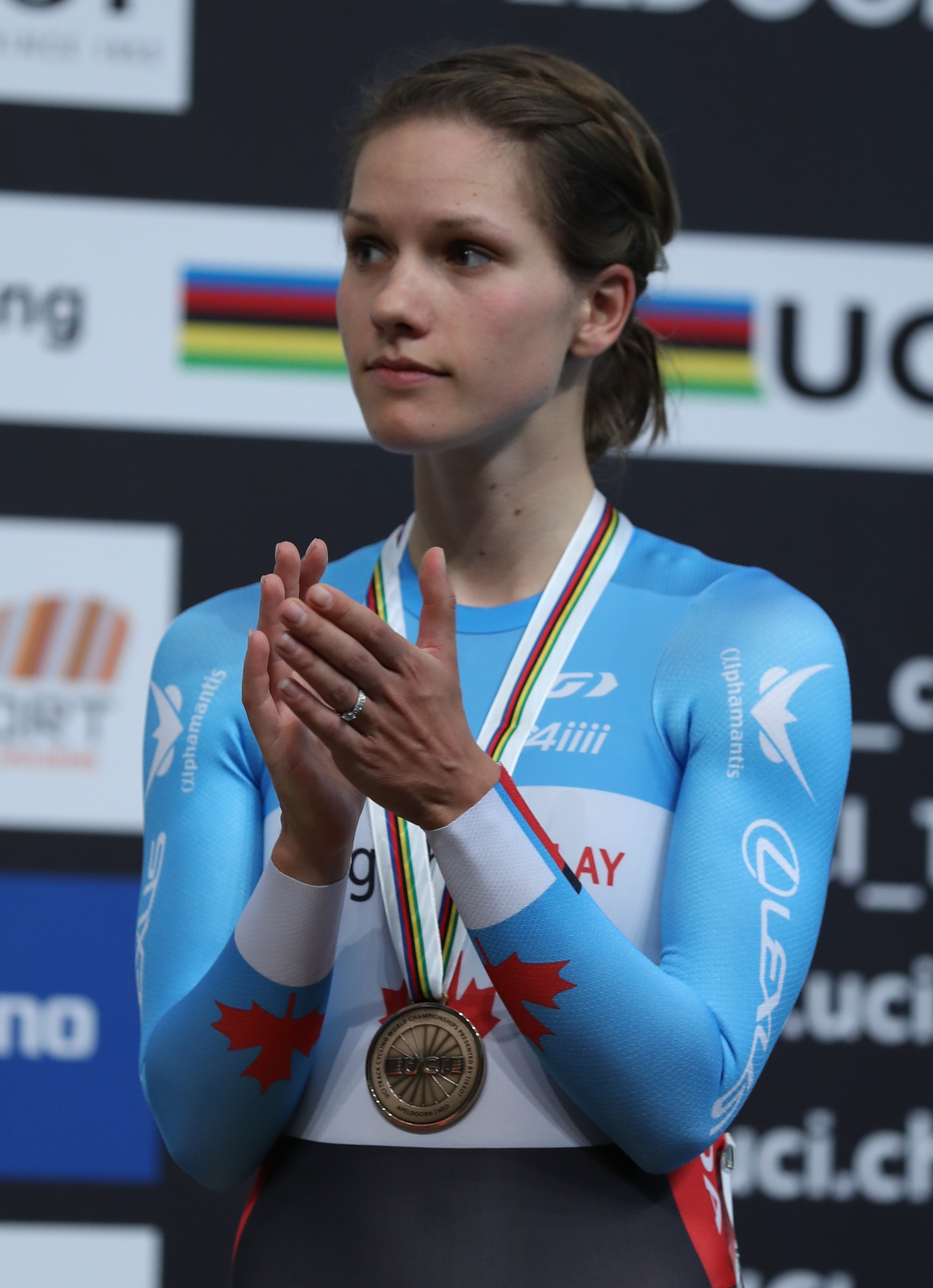
贾丝敏·杜林（攝於2018年）

贾丝敏·杜林（英語：Jasmin Duehring，娘家姓格莱塞尔（Glaesser）；1992年7月8日—）是一名德国出生的加拿大女子自行车运动员、生物统计学家，2017年开始效力于Sho-Air TWENTY20。她曾参加2012年伦敦奥运和2016年里约奥运，两届奥运均在女子团体追逐赛项目上摘得铜牌。